# Глутамат натрия

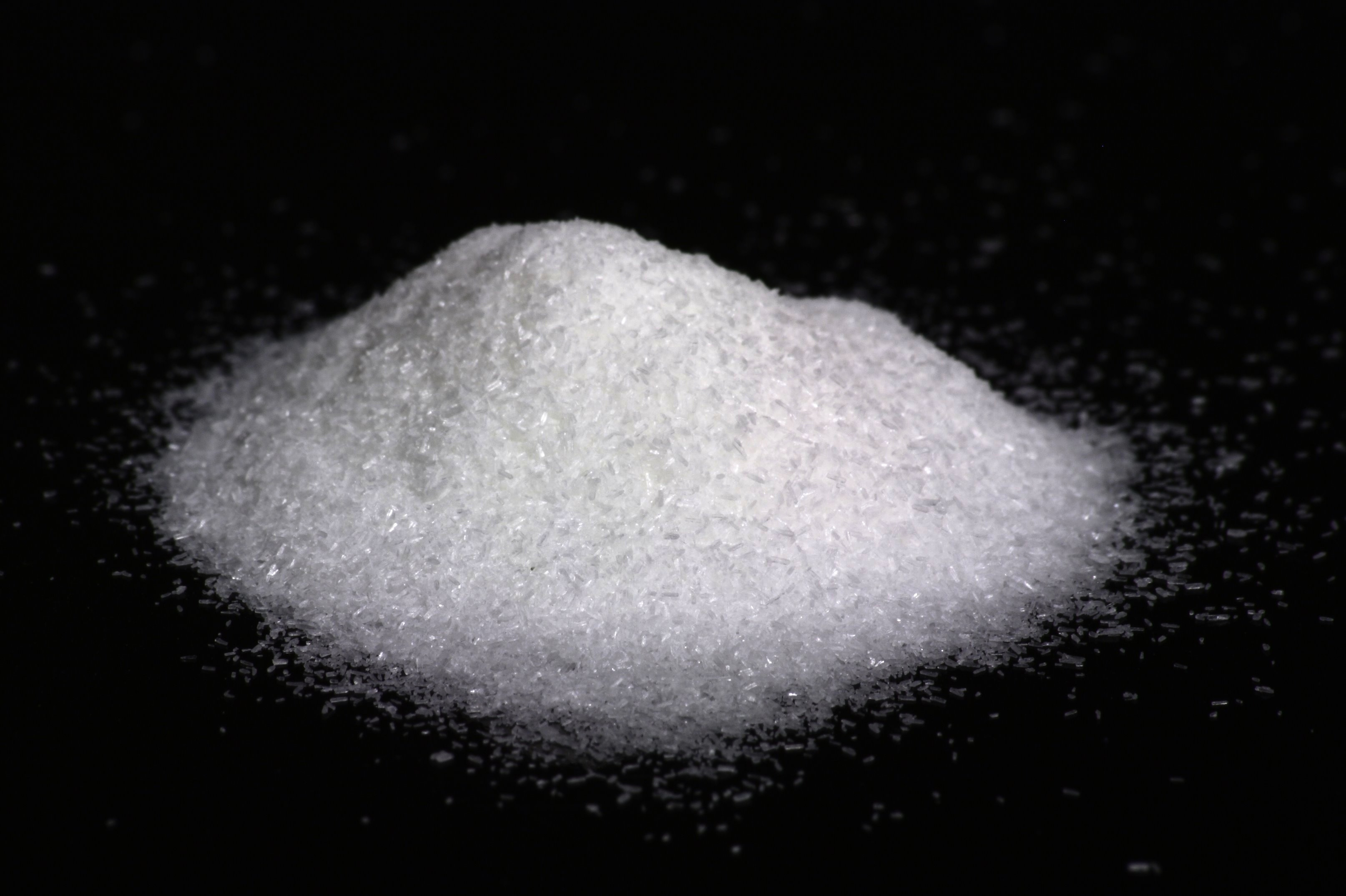
Глутамат натрия в виде кристаллов

Глутама́т на́трия (лат. natrii glutamas, англ. monosodium glutamate, глютаминат натрия) — мононатриевая соль глутаминовой кислоты, пищевая добавка E621 (в этом качестве также называется «усилитель вкуса»). Представляет собой белый кристаллический порошок, хорошо растворимый в воде. Своим использованием в качестве пищевой добавки данная соль обязана тем, что передаёт один из основных вкусов — умами, или так называемый мясной вкус, отличный от сладкого, солёного, кислого и горького.

## Промышленное производство
Химически чистый глутамат натрия впервые был выделен в 1908 году сотрудником Токийского имперского университета — профессором Икэдой Кикунаэ (яп. 池田菊苗). Он решил определить вещество в составе водорослей комбу, которое делает блюда с ними более вкусными.
В 1909 году ему был выдан патент на способ производства пищевых препаратов. Глутамат натрия он получал гидролизом соевого и пшеничного белков. Добавку стали выпускать в Японии на продажу под названием «Адзиномото» (яп. 味の素 — «сущность вкуса»).
Предпринимались попытки искусственного синтеза добавки, но они не прижились из-за сложности в разделении изомеров глутаминовой кислоты (вкусом обладает только один из двух). В 1960—1970-е годы было открыто недорогое массовое производство глутамата натрия методом ферментации: была найдена способная к производству этой соли бактерия. Поэтому с точки зрения технического регламента, который классифицирует вещества на натуральные и ненатуральные, добавка является натуральным веществом.
Глутамат натрия в биотехнологической промышленности производят из глутаминовой кислоты, которую вырабатывает штамм Cor.glutamicum, культуру выращивают последовательно в пробирке, колбе Эрленмейера и инокуляторе. Затем продуцент попадает в ферментатор, где и происходит биосинтез глутаминовой кислоты.
Из ферментера среда подаётся в реактор смешения, куда мерниками подаются CaO и H3PO4. Гидроксид кальция вызывает коагуляцию микробных клеток и белковых веществ, содержащихся в культуральной жидкости. Ортофосфорная кислота нейтрализует Са(ОН)2 с образованием малорастворимых фосфатов кальция в виде поверхностно-активного геля, который адсорбирует высокомолекулярные органические соединения, пигменты и одновременно увлекает в осадок микробные клетки.
Отделение клеточной биомассы проводят путём центрифугирования или фильтрования под давлением.
После центрифугирования фильтрат поступает на очистку, например, на ионообменную колонку, где глутаминовая кислота сорбируется на катионите и элюируется аммиаком.
Концентрирование раствора происходит путём выпаривания в вакуумных ротационных испарителях.
Далее следует фильтрация и обработка натриевой щелочью, после которой глутамат натрия кристаллизуют и сушат.

## Применение
Как пищевая добавка глутамат натрия широко применяется с начала XX века, когда он был впервые получен Икэдой Кикунаэ. Он зарегистрирован в качестве пищевой добавки E621, в европейских странах иногда обозначается как MSG (англ. MonoSodium Glutamate). Ежегодное потребление глутамата натрия в мире достигло 200 000 тонн. В качестве добавки наиболее часто применяется именно глутамат натрия, а не калия или других элементов, так как это технологически проще и вкус глутамата натрия более выражен.

### Вкусовые свойства
Долгое время считалось, что глутамат усиливает вкусовые ощущения за счёт увеличения чувствительности рецепторов языка. Однако в 2002 году было открыто, что человеческий язык имеет L-глутаматовые рецепторы, которые являются ответственными за совершенно отдельный вкус, названный умами.
Глутаминовая кислота для организма является маркером белка: если в пище есть белок, то есть и эта аминокислота. Соответственно, вкус умами — способ, которым организм находит богатую белком пищу. Именно поэтому глутамат так приятен на вкус, чем и пользуется пищевая промышленность.
Вкус глутамата натрия в натуральных продуктах не отличается от вкуса добавки, полученной искусственным путём.
Для пищевой добавки существует оптимум вкуса: это 0,1—0,3 % от массы для жидких продуктов и бульонов и до 0,5—1 % в сухих продуктах.

### Использование в разных странах

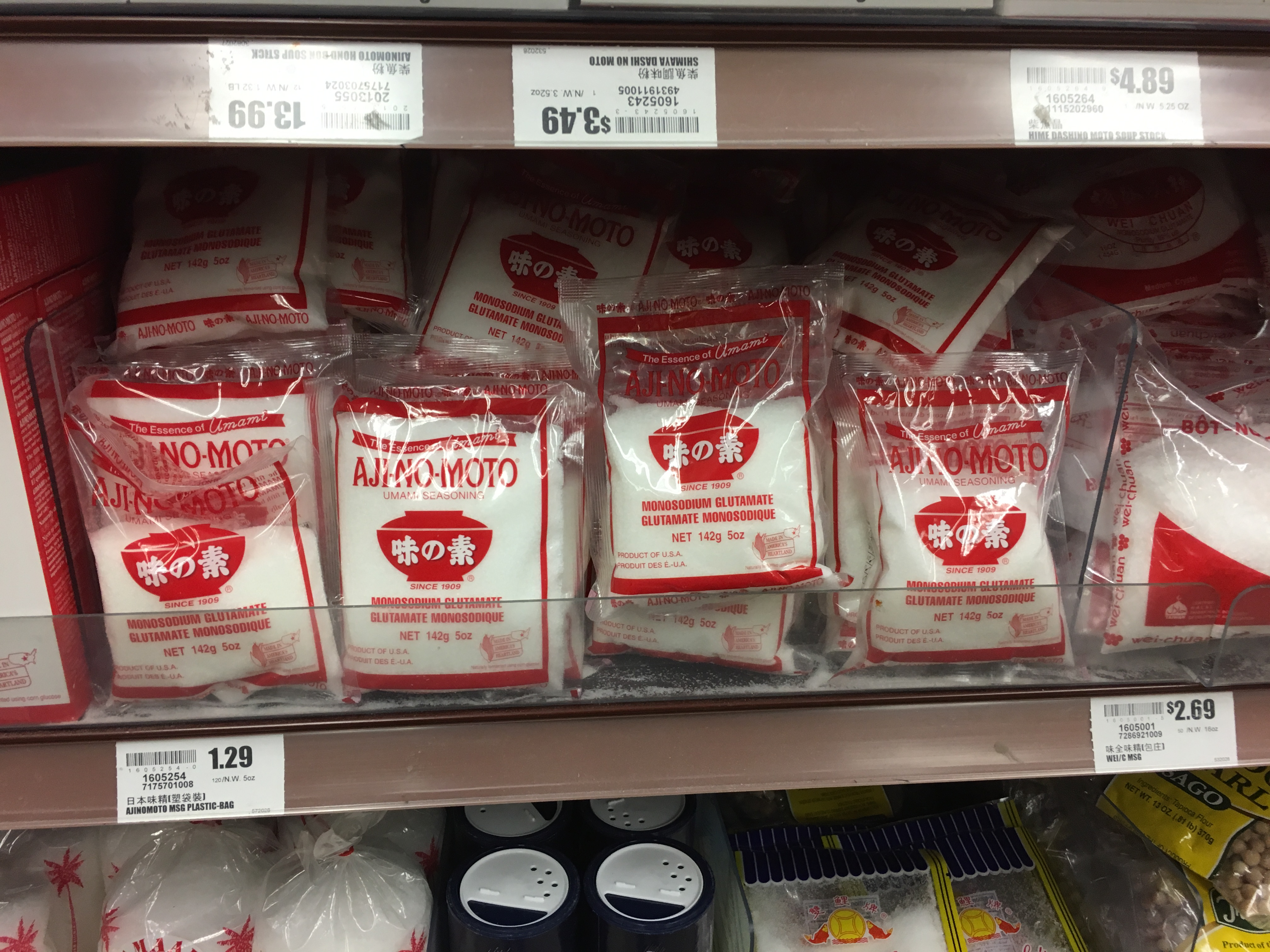
Расфасованный глутамат натрия на полке магазина

В России глутамат натрия внесён в перечень пищевого сырья:
- ГОСТ 18487-80 «Блюда консервированные обеденные для спецпотребителя. Технические условия»;
- ГОСТ 50847-96 «Концентраты пищевые первых и вторых обеденных блюд быстрого приготовления. Технические условия»;
- ГОСТ 7457-2007 «Консервы-паштеты из рыбы. Технические условия».

В Китае известен как Ve-Tsin — «вкусовая приправа» (кит. упр. 味精, пиньинь wèijīng, палл. вэйцзи́н). Один из вьетнамских вариантов названия в переводе на русский язык звучит как «луковая соль» (наиболее распространённый вариант — «сладкий порошок»).
В Америке, начиная с 1960 года, выпускался под маркой Ac’cent (ведущий бренд вкусовых добавок, в том числе и глутамата натрия), начал плотно входить в обиход и стал привычной домашней добавкой.

## Воздействие на организм
Нет свидетельств отрицательного воздействия глутамата натрия на организм человека при употреблении в пищу в количествах, представляющихся разумными.
Негативное влияние на организм млекопитающего было показано в исследовании японского университета Хиросаки (яп. 弘前大学) под руководством Хироси Огуро (大黒浩): при кормлении крыс глутаматом натрия в количестве 20 % сухого веса от всей потребляемой пищи в течение 6 месяцев была обнаружена потеря зрения и истончение сетчатки глаз. Огуро признаёт, что были использованы большие количества глутамата натрия, на несколько порядков превышающие возможное количество при обычном потреблении, и утверждает, что «потребление в меньших количествах допустимо». Поскольку столь большие количества многократно превышают количество вещества, используемого в пище, поставленные условия невозможно перенести на людей. Также нет никаких научных свидетельств того, что продолжительное употребление в пищу глутамата натрия людьми в умеренных количествах может привести к физиологическим расстройствам.
Внутрибрюшинное введение глутамата крысам в дозе 4 г/кг способно вызывать окислительный стресс, а потребление глутамата в течение 10 дней в дозе 0,6 г/кг оказывает гепатотоксическое действие.
Согласно исследованию «The INTERMAP Cooperative Research Group», проведённому на 752 здоровых жителях Китая (из них почти половина — женщины) в возрасте 40—59 лет, случайным образом отобранных из трёх деревень на севере и юге Китая, приём глутамата натрия увеличивает вероятность избыточного веса. Схожим исследованием, проведённым позднее и более продолжительным, установлено, что употребление в пищу глутамата натрия не ведёт к увеличению веса.
ЛД50 (полулетальная доза) глутамата натрия для крыс и мышей составляет 15—18 г/кг массы тела.
При этом, по данным организации «Кокрейновское сотрудничество», на 2012 год было проведено недостаточно обширное исследование возможной связи между глутаматом натрия и астмой; по полученным данным нельзя сказать, влияет ли уменьшение потребления глутамата натрия на хроническую астму.